# あぶってかも
あぶってかもは、福岡県福岡市の郷土料理で、スズメダイに塩を付けて焼いた料理である。
また、福岡市ではスズメダイそのものを指すこともある。

## 概要
初夏のころにスズメダイが大漁になり、処分に困った漁師たちがとりあえず塩を振って持ち帰り、炙って食べたのが「あぶってかも」の始まりとされる。語源は諸説あり「炙って噛もう」「炙ると鴨の味のようだ」などの説がある。
また、これが博多名物になったのは昭和に入って、脂の乗った焼きたて「あぶってかも」を博多の高級料亭で提供され始めてからと言われる。
一般的な調理方法は、スズメダイを真水でよく洗い、多めに塩を振り、軽く干したものを、うろこを落とさずに真っ黒になるまで焼く。焼き上がったものをうろこや内臓ごとそのまま食べる。内臓、うろこ、中骨を取り除く場合もある。
水揚げ後に塩漬けにしたものが販売されている。福岡の魚屋やスーパーでは朝に仕入れたスズメダイを内臓を出さずに丸ごと濃いめに塩したものを夕方には売っていることがある。